# The Christophers
Pour plus de détails, voir Fiche technique et Distribution.
The Christophers est un film américain réalisé par Steven Soderbergh et dont la sortie est prévue en 2025.
Il sera présenté au festival international du film de Toronto 2025.

## Synopsis
Les enfants d'un ancien artiste célèbre engagent un faussaire pour terminer ses œuvres inachevées afin qu'elles puissent être révélées au yeux du public et vendues après sa mort.

## Fiche technique
Sauf indication contraire, les informations mentionnées dans cette section peuvent être confirmées par la base de données cinématographiques IMDb,  présente dans la section « Liens externes ».
- Titre original : The Christophers
- Réalisation : Steven Soderbergh
- Scénario : Ed Solomon
- Musique : N/A
- Direction artistique : N/A
- Décors : Antonia Lowe
- Costumes : N/A
- Montage : N/A
- Photographie : N/A
- Production : Iain Canning et Jim Parks
  - Production exécutive : Mike Larocca et Michael Schaefer
- Société de production : Departement M
- Distribution : N/A
- Pays de production :  États-Unis
- Langue originale : anglais
- Genre : comédie noire
- Dates de sortie[2] :
  - Canada : septembre 2025 (festival de Toronto) Date sujette à modification

## Distribution
- Ian McKellen
- Michaela Coel
- James Corden
- Jessica Gunning

## Production

### Genèse et développement
En décembre 2024, Steven Soderbergh annonce que son prochain projet sera une comédie noire intitulée The Christophers.

### Attribution des rôles
Dès l'annonce du projet, Ian McKellen, Michaela Coel et James Corden sont les premiers à rejoindre le film.
Le 7 février 2025, c'est au tour de Jessica Gunning de rejoindre la distribution.

### Tournage
Le tournage se déroule à Londres, notamment dans le quartier de Fitzrovia ou dans le borough de Camden,,.

## Sortie
En juin 2025, il est annoncé que le film sera présenté en septembre au festival international du film de Toronto 2025.